# Bloodstock Open Air
Das Bloodstock Open Air ist ein jährlich im August stattfindendes Heavy-Metal-Festival in der englischen Ortschaft Walton-on-Trent, Derbyshire. Das Festival fand erstmals im Jahre 2005 statt. Nach eigenen Angaben ist es das größte unabhängige Metal-Festival im Vereinigten Königreich. Bei den Kerrang! Awards 2016 wurde das Bloodstock Open Air als bestes Festival ausgezeichnet.
Zwischen 2001 und 2006 gab es auch ein Hallenfestival, bei dessen erster Ausgabe gerade 700 Zuschauer kamen. Das Festival begann als zweitägige Veranstaltung auf einer Bühne. Seit 2009 gibt es vier Bühnen, wobei die dritte und vierte Bühne in der Regel lokalen Bands und Newcomern vorbehalten sind. Wegen der COVID-19-Pandemie fand das Festival 2020 erstmals nicht statt.

## Bands

### 2005
| Main Stage                                                |                                                                                |
| Freitag                                                   | Samstag                                                                        |
| Sebastian Bach Mostly Autumn Breed 77 Gotthard Panic Cell | Children of Bodom Paradise Lost Edguy Masterplan Evergrey Humanity Fourwaykill |

### 2006
| Main Stage                                               | |
| Freitag                                                  | Samstag |
| Edguy Metal Church Atheist Nocturnal Rites Rage Pyramaze | Stratovarius Turisas Bal-Sagoth Ensiferum Callenish Circle Gorilla Monsoon Season's End Ashtar 19th Century |

### 2007
| Main Stage                                                      | | |
| Donnerstag                                                      | Freitag                                                                                                 | Samstag |
| Testament Firewind Head On Kiuas Sight of Emptiness Chris Slade | Lacuna Coil Dark Tranquillity Nevermore Epica Korpiklaani Memfis Wolf Scar Symmetry Voodoo Six Exploder | In Flames Arch Enemy Sabbat Dream Evil Finntroll Legion of the Damned Benediction Freedom Call Rise to Addiction Beyond All Reason |

### 2008
| Main Stage                                                                                      | | |
| Freitag                                                                                         | Samstag | Sonntag |
| Opeth Helloween Soulfly Primal Fear Destruction Akercocke Týr Praying Mantis Evile Saint Deamon | Dimmu Borgir Iced Earth Soilwork Napalm Death Moonsorrow Communic Swallow the Sun Eluveitie Rise to Remain Cloudscape Evil Scarecrow | Nightwish At the Gates Overkill As I Lay Dying Kataklysm Mob Rules Grand Magus Alestorm Crowning Glory Heaven’s Basement |

### 2009
| Main Stage | |                                                                                                 |
| Freitag | Samstag | Sonntag                                                                                         |
| Carcass Arch Enemy Saxon Sodom Katatonia Municipal Waste Die Apokalyptischen Reiter Insomnium Million Dollar Reload Blitzkrieg | Cradle of Filth Blind Guardian Apocalyptica Kreator Enslaved Candlemass Entombed The Haunted Wolf Battlelore Uncle Rotter | Europe Satyricon Amon Amarth Moonspell Turisas Anathema Equilibrium Girlschool Sabaton Beholder |

### 2010
| Ronnie James Dio Stage                                                                                  | | |
| Freitag                                                                                                 | Samstag | Sonntag |
| Opeth Meshuggah Sonata Arctica Gorgoroth Cathedral Ensiferum Rage Ross the Boss Black Spiders Snakebite | Children of Bodom Fear Factory The Devin Townsend Project Amorphis Obituary Edguy Onslaught Evile Leaves' Eyes Andromeda | Twisted Sister Cannibal Corpse Bloodbath Gojira Gwar Korpiklaani Doro Holy Moses Suffocation Bonded by Blood |

| Sophie Lancaster Stage        |                                       |                                               |                                                                          |
| Donnerstag                    | Freitag                               | Samstag                                       | Sonntag                                                                  |
| Desecration Hospital of Death | Powerwolf Enforcer Steelwing Collapse | Sylosis Benediction Regardless of Me Mordecai | Killing Machine Winterfylleth Witchsorrow The Prophecy Purified in Blood |

### 2011
| Ronnie James Dio Stage                                                                               |                                                                                               |                                                                                         |
| Freitag                                                                                              | Samstag                                                                                       | Sonntag                                                                                 |
| W.A.S.P. The Devin Townsend Project Kreator Coroner Triptykon Poisonblack Forbidden Wolf The Defiled | Immortal Rhapsody of Fire Therion Wintersun Ihsahn Finntroll Tarot Grave Digger Skeletonwitch | Motörhead Morbid Angel At the Gates Exodus HammerFall Napalm Death Primordial 1349 Hell |

| Sophie Lancaster Stage                                  |                                                                                         | | |
| Donnerstag                                              | Freitag                                                                                 | Samstag | Sonntag |
| Steve Hughes Jason Rouse Beholder Revoker Xerath Achren | Lawnmower Deth October File Byfrost Arthemis Romeo Must Die Cerebral Bore Imicus Mortad | Keith Platt Stephen Hill Angel Witch The Rotted Deadly Circus Fire Hammer of the Gods Def-Con-One Blake Dripback | Steve Hughes Jason Rouse Criminal Amaranthe Power Quest Survivors Zero Hellish Outcast Nemhain Evil Scarecrow Grand Ultra |

### 2012
| Ronnie James Dio Stage                                                                          |                                                                                       | |
| Freitag                                                                                         | Samstag                                                                               | Sonntag |
| Behemoth Dio Disciples Watain Sepultura Iced Earth Moonsorrow Grand Magus Freedom Call Malefice | Machine Head Testament Hatebreed Sanctuary Mayhem Crowbar Chthonic I Am I Benediction | Alice Cooper Dimmu Borgir Paradise Lost Anvil Evile The Black Dahlia Murder Nile Corrosion of Conformity Kobra and the Lotus |

| Sophie Lancaster Stage                           | | | |
| Donnerstag                                       | Freitag | Samstag | Sonntag |
| Viking Skull Marionette Bloodshot Dawn Saturnian | Dirty Sanchez Alcest Eastern Front Pythia Death Valley Knights Derision Sweet Savage Primitai Gonoreas Commander in Chief | Orange Goblin Sight of Emptiness Witchsorrow Winterfylleth Furyon Rising Dream Infernal Tenebra Dripback Savage Messiah Splintered Soul | Anaal Nathrakh Headcharger Demonic Resurrection Nociferia Ancient Ascendant Crimes of Passion Battalion Flayed Disciple Re-Armed |

### 2013
| Ronnie James Dio Stage                                                                         |                                                                                             |                                                                                             |
| Freitag                                                                                        | Samstag                                                                                     | Sonntag                                                                                     |
| King Diamond Accept Voivod Municipal Waste Dark Funeral Firewind Ex Deo Death Angel Earthtone9 | Lamb of God Avantasia Sabaton Gojira Kataklysm Hell 3 Inches of Blood Beholder Stormbringer | Slayer Anthrax DevilDriver Exodus Amorphis Fozzy Sacred Mother Tongue Whitechapel Gama Bomb |

| Sophie Lancaster Stage                             | | | |
| Donnerstag                                         | Freitag | Samstag | Sonntag                                                                                                  |
| Tragedy Ravenage OAF Bull-Riff Stampede Motherload | Scar Symmetry Xentrix Xerath Cypher 16 Skiltron The Prophecy Shrapnel Bloodbound Absolva The Way of Purity | Last in Line Power Quest NeonFly Mael Mordha Scarab Betraeus Vanderbuyst Sworn Amongst Unfathomable Ruination | Dying Fetus Wolfsbane Belphegor Breed77 Gormathon Evil Scarecrow Bossk RSJ Grifter States of Panic Lifer |

### 2014
| Ronnie James Dio Stage                                                                                 | |                                                                              |
| Freitag                                                                                                | Samstag                                                                                                | Sonntag                                                                      |
| Down Dimmu Borgir Hatebreed Triptykon Prong Flotsam and Jetsam Primordial Entombed A.D. Bloodshot Dawn | Emperor Carcass Children of Bodom Lacuna Coil Crowbar Orphaned Land Decapitated Shining Evil Scarecrow | Megadeth Amon Amarth Saxon Obituary Avatar Biohazard ReVamp Aborted Arthemis |

| Sophie Lancaster Stage                         | | | |
| Donnerstag                                     | Freitag | Samstag | Sonntag                                                                                                 |
| Jaldaboath Monument Incinery Gehtika Ballsdeep | Rotting Christ Skyclad Diabolical Winterfylleth Deals Death Zerozonic De Profundis Krokodil Aghast! Cambion Gurt | Hellyeah Sister Sin Battleaxe Blood Red Throne Obsidian Kingdom Conquest of Steel The Mercy House Old Corpse Road Profane Omen The King Is Blind Babylon Fire | Satan Graveyard Collibus Krow Stormzone Stahlsarg Voices Morgue Orgy Haerken October File Aaron Keylock |

### 2015
| Ronnie James Dio Stage                                                                            |                                                                                                  | |
| Freitag                                                                                           | Samstag                                                                                          | Sonntag                                                                                                 |
| Trivium Sabaton Overkill Ihsahn Enslaved Belphegor Armored Saint Raging Speedhorn Nuclear Assault | Within Temptation Opeth Death DTA Dark Angel Napalm Death Korpiklaani 1349 Xerath Savage Messiah | Rob Zombie Black Label Society Cannibal Corpse Ensiferum Sepultura Pro Pain Orange Goblin Wolf Agalloch |

| Sophie Lancaster Stage                                | | | |
| Donnerstag                                            | Freitag | Samstag | Sonntag |
| ArnoCorps Red Rum Desecration Metaprism Reign of Fury | Delain Conan I Am I Hang the Bastard Fire Red Empress Ne Obliviscaris Re-Animator Messiah's Kiss Bast Oaf Silas | Fleshgod Apocalypse Jettblack Planet of Zeus Burgerkill Mordred Battalion Godsized Jasad Ethereal Ageless Oblivion Anihilated Pist | Godflesh Onslaught Trepalium Lawnmower Deth Destrage Saille Ol Drake Alunah Villainy Dead Label The Izuna Drop Triaxis |

### 2016
| Ronnie James Dio Stage                                                                                            | | |
| Freitag | Samstag                                                                                             | Sonntag                                                                                               |
| Twisted Sister Behemoth Venom Corrosion of Conformity Misery Loves Co. Stuck Mojo Evil Scarecrow Gloryhammer Hark | Mastodon Gojira Paradise Lost Fear Factory Rotting Christ Akercocke Vallenfyre Kill II This Cambion | Slayer Anthrax Symphony X DragonForce Satyricon Metal Allegiance Unearth Heart of a Coward Ghost Bath |

| Sophie Lancaster Stage                                              | | | |
| Donnerstag                                                          | Freitag | Samstag | Sonntag |
| Phil Campbell´s All Starr Band Psykosis Sumer Karybdis Sublime Eyes | Diamond Head Beyond the Black Beholder XII Boar Foetal Juice The Charm the Fury Meta-Stasis Anti-Clone Brutai Boss Keloid Fury | Acid Reign Shining Bull-Riff Stampede One Machine Misanthrope Vodun The King Is Blind This Is Turin The Raven Age Mage The Heretic Order | Goatwhore Pythia Memoriam Vektor Whispered Derange Witchsorrow Divine Chaos Krysthla Sanguine Desert Storm |

### 2017
| Ronnie James Dio Stage                                                                                     |                                                                                           |                                                                                         |
| Freitag | Samstag                                                                                   | Sonntag                                                                                 |
| Amon Amarth Blind Guardian Testament Decapitated Soilwork Devilment Whitechapel Chelsea Grin Forever Still | Ghost Kreator Hatebreed Municipal Waste Annihilator King 810 Havok Winterfylleth Fallujah | Megadeth Arch Enemy Skindred Hell Brujeria Obituary Possessed Venom Prison Broken Teeth |

| Sophie Lancaster Stage                                  | | |                                                                                                  |
| Donnerstag                                              | Freitag | Samstag | Sonntag                                                                                          |
| Battle Beast Wind Rose The Infernal Sea Gurt Ramage Inc | Inquisition Lionize Shrapnel Black Moth Season's End Dendera Morass of Molasses Corpsing Endeavour Internal Conflict Iron Rat | Macabre Xentrix OHHMS Red Rum Florence Black GODS Abhorrent Decimation The One Hundred Kroh Eradikator Blind River | Wintersun Bossk Arthemis Criminal ONI Wolfheart Puppy Courtesans Wretched Soul Blind Haze GraVil |

### 2018
| Ronnie James Dio Stage                                                                          | |                                                                                    |
| Freitag                                                                                         | Samstag | Sonntag                                                                            |
| Judas Priest Emperor Kamelot Lovebites Bloodbath Wednesday 13 Memoriam Onslaught Feed the Rhino | Gojira Cannibal Corpse Alestorm Combichrist Venom Inc. Septicflesh Orden Ogan Power Trip Nailed to Obscurity | Nightwish At the Gates DevilDriver Mr. Big Jasta Fozzy Amaranthe Evergrey Monument |

| Sophie Lancaster Stage                                               | | | |
| Donnerstag                                                           | Freitag | Samstag | Sonntag |
| Arkona Bloodshot Dawn Skiltron Fire Red Empress Hundred Year Old Man | Doro Bleed from Within Suicidal Tendencies Ingested De Profundis Reprisal Sodomized Cadaver Godthrymm Fahran Mortishead Deity's Muse | Orphaned Land Exhorder With the Dead Voyager A Forest of Stars Vola Conjurer Dead Label Weight of the Tide Limb Forgotten Remains | Watain Pallbearer Act of Defiance Mantar Demonic Resurrection Underside Sangre Alien Weaponry King Leviathan Uncured Doomsday Outlaw |

### 2019
| Ronnie James Dio Stage                                                                | | |
| Freitag                                                                               | Samstag | Sonntag                                                                                                  |
| Sabaton Powerwolf TesseracT Children of Bodom Soulfly Metal Church Death Angel Incite | Parkway Drive Anthrax Cradle of Filth Code Orange Thy Art Is Murder Evil Scarecrow Swallow the Sun Cancer Bats Krysthla | Scorpions Dimmu Borgir Queensryche Dee Snider Hypocrisy Soilwork Ross the Boss Aborted All Hail the Yeti |

| Sophie Lancaster Stage                                                             | |                                                                                   |                                                               |
| Donnerstag                                                                         | Freitag | Samstag                                                                           | Sonntag                                                       |
| Rotting Christ Ten Ton Slug Footprints in the Custard Blind River Barbarian Hermit | Grand Magus Raging Speedhorn Countless Skies Sulpher Damnation's Hammer BongCauldron Def Con One Blasphemer Zealot Cult | Taake Skeletal Remains Generation Kill 3 Headed Snake Dust Bolt Red Method Shvpes | Eluveitie The Lazys Resin Boss Keloid Witch Tripper Harbinger |

### 2020
Das Festival fand 2020 wegen der COVID-19-Pandemie nicht statt und wurde im Mai auf 2021 verschoben.

### 2021
| Ronnie James Dio Stage                                                                   |                                                                                        | |
| Freitag                                                                                  | Samstag                                                                                | Sonntag |
| Devin Townsend Skindred Phillip H. Anselmo & The Illegals Dark Tranquillity Sacred Reich | Behemoth Paradise Lost Bury Tomorrow Vio-lence Jinjer Sylosis Toxic Holocaust Conjurer | Judas Priest Saxon Gloryhammer The Black Dahlia Murder Orange Goblin Life of Agony Diamond Head Butcher Babies |

| Sophie Lancaster Stage                                                      |                                 |                                                       |                                          |
| Donnerstag                                                                  | Freitag                         | Samstag                                               | Sonntag                                  |
| The Night Flight Orchestra Nekrogoblikon The Crawling Raised by Owls Anakim | Bloodywood Bossk Exhumed Necrot | Cattle Decapitation Memoriam Ramage Inc Winterfylleth | Hatebreed Green Lung Unleash the Archers |

### 2022
| Ronnie James Dio Stage |                                                                                       | | |
| Donnerstag             | Freitag                                                                               | Samstag                                                                                             | Sonntag |
|                        | Behemoth Testament Exodus Gwar Doyle Bloodywood Sorcerer Heart of a Coward Red Method | Mercyful Fate Dimmu Borgir Bury Tomorrow Jinjer Sylosis Lorna Shore Spirit World Lost Society Baest | Lamb of God Killing Joke Dark Funeral Cattle Decapitation Venom Inc. Vio-lence Butcher Babies Life of Agony Vended |

| Sophie Lancaster Stage                                                                          | | | |
| Donnerstag                                                                                      | Freitag                                                                                                   | Samstag | Sonntag |
| Dark Tranquillity Nekrogoblikon Nanowar of Steel Mother Vulture Thuum Basement Torture Killings | Sleep Token Avatar Eyehategod Heathen Discharge Party Cannon Thrown into Exile Inhuman Nature Crepitation | Malevolence Ferocious Dog Samael Ingested Blood Youth Defects Cyhra Cage Fight Pupil Slicer Mastiff Sister Shotgun | The Night Flight Orchestra Belphegor Strigoi Ill Niño Orbit Culture Heriot Noctem Skarlett Riot Guilt Trip Desert Storm Pelugion |

### 2023
| Ronnie James Dio Stage | | | |
| Donnerstag             | Freitag | Samstag | Sonntag                                                                                              |
|                        | Killswitch Engage In Flames Heaven Shall Burn Fit for an Autopsy Gatecreeper Sacred Reich Hate Wytch Hazel Witchsorrow | Meshuggah Triptykon performing Celtic Frost Knocked Loose Abbath Crowbar Employed to Serve Royal Republic Urne Seething Akira | Megadeth Helloween Sepultura Ugly Kid Joe Decapitated Tribulation All Hail the Yeti Uuhai Dead Label |

| Sophie Lancaster Stage                                              | | | |
| Donnerstag                                                          | Freitag                                                                                               | Samstag | Sonntag |
| Skynd Visions of Atlantis King 810 Frozen Soul The Violent Inzident | Candlemass Bossk Gaerea Fury Zetra Pest Control The Enigma Division Black Coast Wolfbastard Bloodyard | Brothers of Metal Trollfest Gutalax Casketfeeder Skin Failure Dakesis Tribe of Ghosts The Grey Tortured Demon Ambrius | Biohazard Zeal & Ardor Embodiment Church of the Cosmic Skull Invisions Cobra the Impaler Tuskar Stengah Overthrone |